# La pareja feliz
La pareja feliz fue una comedia de humor negro ecuatoriana, que se emitió por el canal de televisión abierta Teleamazonas desde abril del 2009 hasta su cierre el 17 de noviembre de 2014 después de 5 temporadas y de presentarse varias acciones legales por discriminación por parte de varios grupos sociales.
Protagonizada por Flor Maria Palomeque y David Reinoso, con las participaciones antagónicas de Roberto Chávez, Bernando Menendez, María José Blum, Miriam Murillo y Fabian Tapia. Cuenta con las actuaciones estelares de Alejandra Paredes, Óscar Cabezas, Catherine Velasteguí, Priscilla Negrón, Eduardo Tenorio y la actuación especial de Luis Taranto.
En la Primera Temporada la serie estuvo bajo la dirección general de Jorge Toledo, pero tras la salida del mismo, Luis Guillermo Ushca se encargó de la dirección general a partir de la segunda temporada.

## Sinopsis
La historia gira en torno a María Orfelia Filomena Lupe Esperanza, más conocida como La Mofle (Flor María Palomeque) y su esposo Francisco Sonnenholzner Garzón, más conocido como El Panzón Pata Flaca (David Reinoso), se conocieron en la universidad, desde que se miraron quedaron perdidamente enamorados y terminaron casándose.

## Elenco
| Actor / Actriz       | Personaje                                                         | Temporadas             | Temporadas             | Temporadas             | Temporadas             | Temporadas             |
| Actor / Actriz       | Personaje                                                         | 1                      | 2                      | 3                      | 4                      | 5                      |
| -------------------- | ----------------------------------------------------------------- | ---------------------- | ---------------------- | ---------------------- | ---------------------- | ---------------------- |
| Flor María Palomeque | María Orfelia Filomena Lupe Esperanza de Sonnenholzner "La Mofle" | Protagonista principal | Protagonista principal | Protagonista principal | Protagonista principal | Protagonista principal |
| David Reinoso        | Francisco Sonnenholzner Garzón "El Panzón Pata Flaca"             | Protagonista principal | Protagonista principal | Protagonista principal | Protagonista principal | Protagonista principal |
| David Reinoso        | El Papá del Panzon                                                | Ausente                | Ausente                | Invitado               | Invitado               | Ausente                |
| Roberto Chávez       | El Sobrino                                                        | Ausente                | Antagonista Principal  | Antagonista Principal  | Antagonista Principal  | Antagonista Principal  |
| Alejandra Paredes    | Penelope Cruz                                                     | Protagonista           | Protagonista           | Protagonista           | Protagonista           | Protagonista           |
| Alejandra Paredes    | Patricia Cruceta                                                  | Estelar                | Estelar                | Estelar                | Estelar                | Estelar                |
| Óscar Cabezas        | Valentin                                                          | Protagonista           | Protagonista           | Protagonista           | Protagonista           | Protagonista           |
| Catherine Velasteguí | Rayobac Everredi Jaramillo                                        | Protagonista           | Protagonista           | Protagonista           | Protagonista           | Protagonista           |
| Priscilla Negrón     | La Sra. Negron                                                    | Protagonista           | Ausente                | Protagonista           | Protagonista           | Protagonista           |
| Martha Ontaneda      | Doña Guadalupe Garzón "Lupita"                                    | Estelar                | Estelar                | Estelar                | Ausente                | Ausente                |
| Eduardo Tenorio      | Jhonny V.O                                                        | Ausente                | Ausente                | Estelar                | Estelar                | Estelar                |
| Eduardo Tenorio      | Nelson Mandela Alaberg                                            | Ausente                | Estelar                | Ausente                | Ausente                | Ausente                |
| Mario Cabezas        | Tilin Tilin                                                       | Estelar                | Ausente                | Estelar                | Ausente                | Ausente                |
| Cecilia Cascante     | Virginia                                                          | Ausente                | Estelar                | Estelar                | Estelar                | Estelar                |
| Jaime Roca           | Edmundo                                                           | Ausente                | Ausente                | Estelar                | Estelar                | Estelar                |
| Víctor Aráuz         | Lorenzo                                                           | Ausente                | Ausente                | Ausente                | Estelar                | Estelar                |
| Danilo Esteves       | Emiliano                                                          | Estelar                | Ausente                | Ausente                | Ausente                | Ausente                |
| Bernando Menendez    | Francisco "Don Paco"                                              | Antagonista            | Ausente                | Ausente                | Ausente                | Ausente                |
| María José Blum      | Paris Hiltón                                                      | Antagonista            | Ausente                | Ausente                | Ausente                | Ausente                |
| Giovanna Andrade     | Blanquita                                                         | Ausente                | Estelar                | Ausente                | Ausente                | Ausente                |
| Claudia Camposano    | Isadora "La Mamastra                                              | Ausente                | Ausente                | Invitada               | Ausente                | Ausente                |
| Claudia Camposano    | Lady                                                              | Ausente                | Ausente                | Ausente                | Estelar                | Ausente                |
| María Fernanda Ríos  | Colorina                                                          | Estelar                | Ausente                | Ausente                | Ausente                | Ausente                |
| Katty García         | Babalú                                                            | Ausente                | Ausente                | Ausente                | Ausente                | Estelar                |
| Miriam Murillo       | Doña Rosa                                                         | Antagonista            | Ausente                | Ausente                | Ausente                | Ausente                |
| Fabian Tapia         | Luis Miguel                                                       | Antagonista            | Ausente                | Ausente                | Ausente                | Ausente                |
| Emerson Morocho      | Gregorio "Goyito"                                                 | Ausente                | Estelar                | Ausente                | Ausente                | Ausente                |
| Krysthel Chuchuca    | Kiketrina Everredi Jaramillo                                      | Ausente                | Ausente                | Ausente                | Recurrente             | Ausente                |
| Fabian Torres        | Washington "Wacho"                                                | Ausente                | Recurrente             | Recurrente             | Ausente                | Ausente                |
| Karen Flores         | Deborah                                                           | Ausente                | Recurrente             | Ausente                | Ausente                | Ausente                |
| Issam Eskandar       | Romulo Vergara                                                    | Ausente                | Recurrente             | Ausente                | Ausente                | Ausente                |
| Tábata Gálvez        | Prima de La Mofle                                                 | Invitada               | Ausente                | Ausente                | Ausente                | Ausente                |
| Luis Taranto (†)     | Ing. Gran Jefe "Viejo Lucho"                                      | Ausente                | Ausente                | Recurrente             | Ausente                | Ausente                |

## Premios y nominaciones

### Premios ITV
| Año  | Categoría                                                   | Nominado             | Resultado |
| ---- | ----------------------------------------------------------- | -------------------- | --------- |
| 2009 | Mejor programa dramático                                    | La Pareja Feliz      | Nominado  |
| 2009 | Mejor actor dramático                                       | David Reinoso        | Ganador   |
| 2009 | Mejor actriz dramática                                      | Flor Maria Palomeque | Ganadora  |
| 2010 | Mejor programa cómico                                       | La Pareja Feliz      | Nominado  |
| 2010 | Mejor actriz cómica                                         | Flor Maria Palomeque | Ganadora  |
| 2011 | Mejor programa cómico                                       | La Pareja Feliz      | Ganador   |
| 2011 | Mejor actriz cómica                                         | Flor Maria Palomeque | Ganadora  |
| 2012 | Mejor programa cómico                                       | La Pareja Feliz      | Ganador   |
| 2012 | Mejor actor cómico                                          | David Reinoso        | Ganador   |
| 2012 | Mejor actriz cómica                                         | Flor Maria Palomeque | Ganadora  |
| 2013 | Mejor programa cómico                                       | La Pareja Feliz      | Ganador   |
| 2013 | Mejor actriz cómica                                         | Flor Maria Palomeque | Ganadora  |
| 2014 | Mejor actor dramático                                       | David Reinoso        | Nominado  |
| 2014 | Mejor actriz cómica                                         | Flor Maria Palomeque | Ganadora  |
| 2014 | ITV de Oro: Tras ganar Premios ITV durante 10 años seguidos | Flor Maria Palomeque | Ganadora  |

## Controversias

### Acciones legales y posterior cierre
Aprobada la Ley Orgánica de Comunicación en Ecuador, en 2014 varias organizaciones sociales de Afro-ecuatorianos, indígenas, montubios, mujeres, LGBT, entre otras, encabezados por la activista LGBTI Diane Rodríguez presentaron una queja legal contra Teleamazonas. El motivo se debía a un sketch del programa humorístico La pareja feliz el cual era considerado discriminatorio por su contenido. La Defensoría del Pueblo del Ecuador se convirtió en el ente veedor para la queja interpuesta, para posterior la Superintendencia de Información y Comunicación (Supercom), elaboró un informe técnico probatorio. El 6 de octubre de 2014, se cierra este capítulo litigante contra la corporación mediática y cómica del Ecuador, al sentar un precedente legal a favor de la comunidad LGBTI. El informe del Consejo de Regulación y Desarrollo de la Información y Comunicación (Cordicom), estableció una resolución en la que señala que se discriminó a la comunidad GLBTI por razones de orientación sexual, permitiendo de esta forma a la Superintendencia de Información y Comunicación (Supercom), emitir el dictamen final. Posterior a las acciones legales, los integrantes del programa decidieron retirarse de la producción.[cita requerida]